# Ospedale di San Rocco

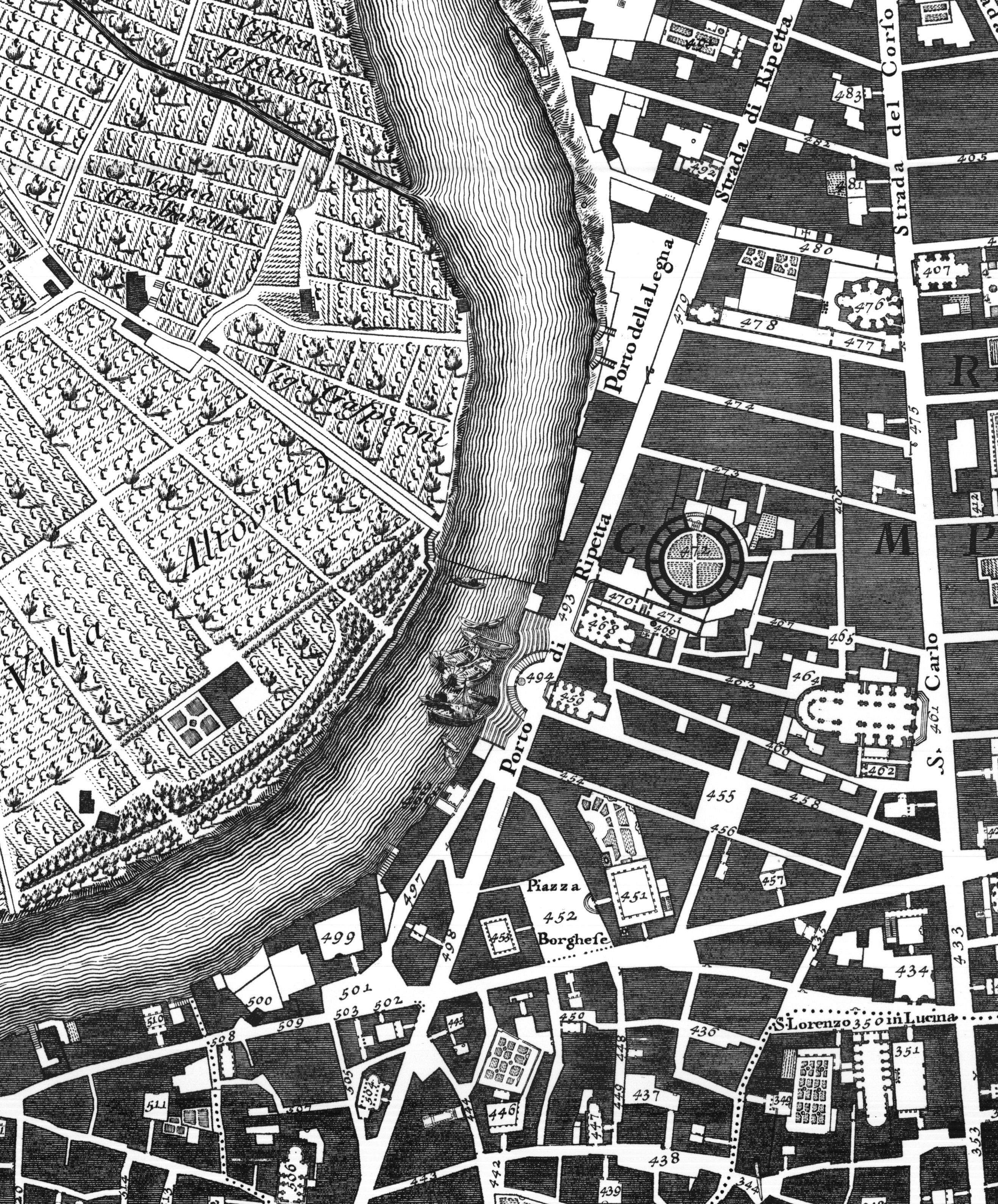
Giovanni Battista Nolli, Neue Topografie von Rom (1748)

Das Krankenhaus von San Rocco in Porto di Ripetta, auch bekannt als delle Celate (die Verborgenen), wurde von der Erzbruderschaft der Wirte und der Schiffer gebaut, die auch die benachbarte Kirche San Rocco all’Augusteo ausstatteten. Es wurde an gleicher Stelle Ende des 18. Jahrhunderts wieder aufgebaut und diente bis 1892 als Krankenhaus. Das Gebäude wurde abgerissen, um Platz für die heutige Piazza Augusto Imperatore zu schaffen.

## Geschichte
Mit der Bulle Cogitantes humanae conditionis vom 1. Juni 1499 erlaubte Alexander VI. der Erzbruderschaft St. Rochus der Wirte und Schiffer in Ripetta, auf einem Grundstück in der Nähe des Augustusmausoleums eine Kirche, ein Oratorium und ein Krankenhaus zu bauen, die dem heiligen Rochus geweiht sind. Das Krankenhausgebäude wurde neben der Kirche gebaut.
Das Gebäude befand sich in einem beliebten, dicht besiedelten Gebiet. An den Mauern des Augustusmausoleums befand sich eine Gruppe von überschneidenden Häusern, in denen Familien lebten, deren Lebensunterhalt von den Aktivitäten des Flusshafens abhing. Das Männerkrankenhaus, das bereits seit 1524 in Betrieb war, wurde auf dem Grundstück sub montis augustalis erweitert und 1528 fertiggestellt.

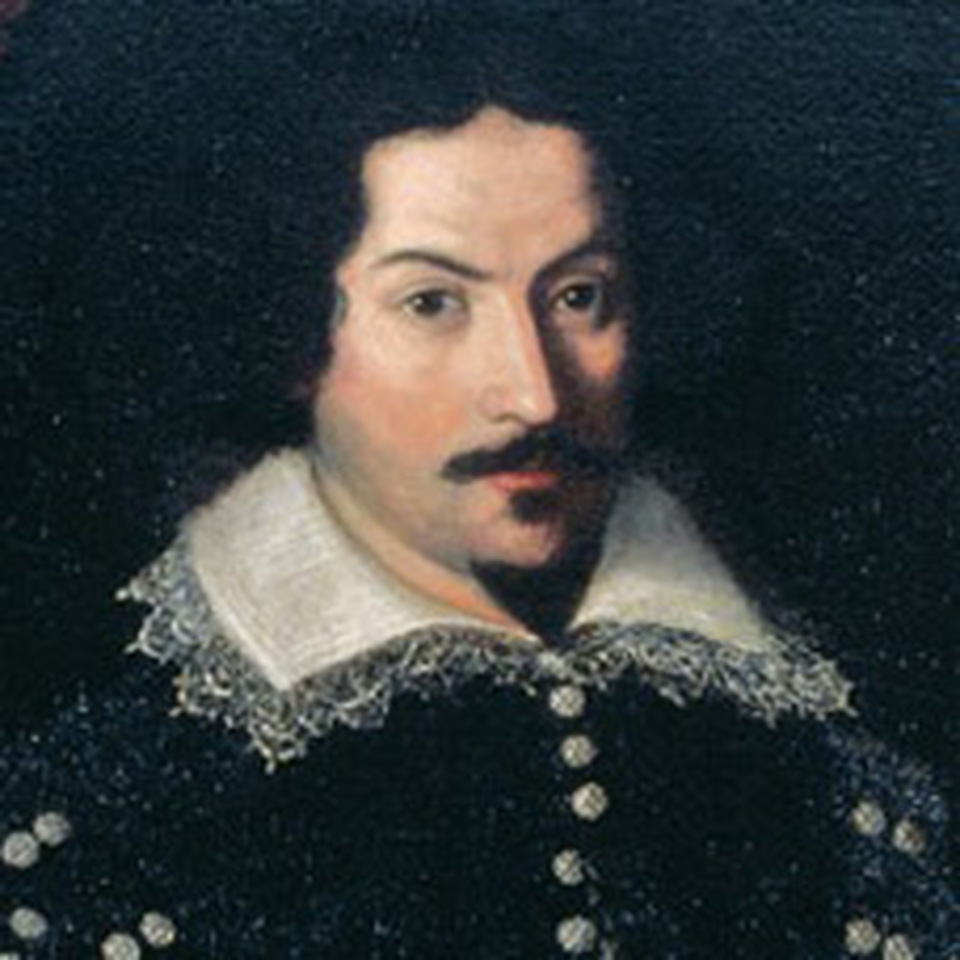
Porträt von Carlo Maderno

Das Krankenhaus ist auf der Romkarte von Giovanni Battista Nolli aus dem Jahr 1748 mit den Nummern 470 und 471 (Männer- und Frauenstation) gekennzeichnet.
Ursprünglich diente das Krankenhaus von San Rocco als Zufluchtsort für die Pestopfer und hatte einen weiblichen und einen männlichen Bereich. Es änderte dann seine Einsatzgebiet und wurde ein Krankenhaus für die Allgemeinheit und nahm auch schwangere Frauen auf. Es hatte 50 Betten, dessen Zahl sich im Laufe der Zeit änderte. Ein Flügel war für die Frauen der Bootsführer bestimmt, damit sie nicht unter ungesunden Bedingungen auf den Booten zu gebären müssen. Die Nähe der ortacci – der Bereich der den Prostituierten zwischen der Via del Corso und der Via di Ripetta zugewiesen wurden – bereitete dem Krankenhaus von San Rocco eine Menge Arbeit, denn es wurden auch verborgene Wöchnerinnen aufgenommen.

### Die Wöchnerinnen und dieVerborgenen
Sie kamen nachts mit bedeckten Gesichtern. Sie wurden mit einer Nummer registriert und niemand konnte ihre Identität feststellen. Ihre Gesichter blieben allen verborgen, außer der Hebamme und der Geburtshelferin. Ihre Neugeborenen wurden in das Pia Casa degli Esposti, dem Ospedale di Santo Spirito  gegeben. Für die Verborgenen war der Krankenhausaufenthalt für die Dauer von acht Tagen nach der Geburt kostenlos; aber wenn sie auch ihre Schwangerschaft verstecken wollten, zahlten sie 3 Scudi pro Tag (im 19. Jahrhundert waren es 32). Sie hatten getrennte Zimmer mit Betten, die mit Vorhängen ausgestattet waren. Der Schutz betraf alle: Angehörige, Besucher, religiöse und gerichtliche Behörden und wurde nie verletzt.

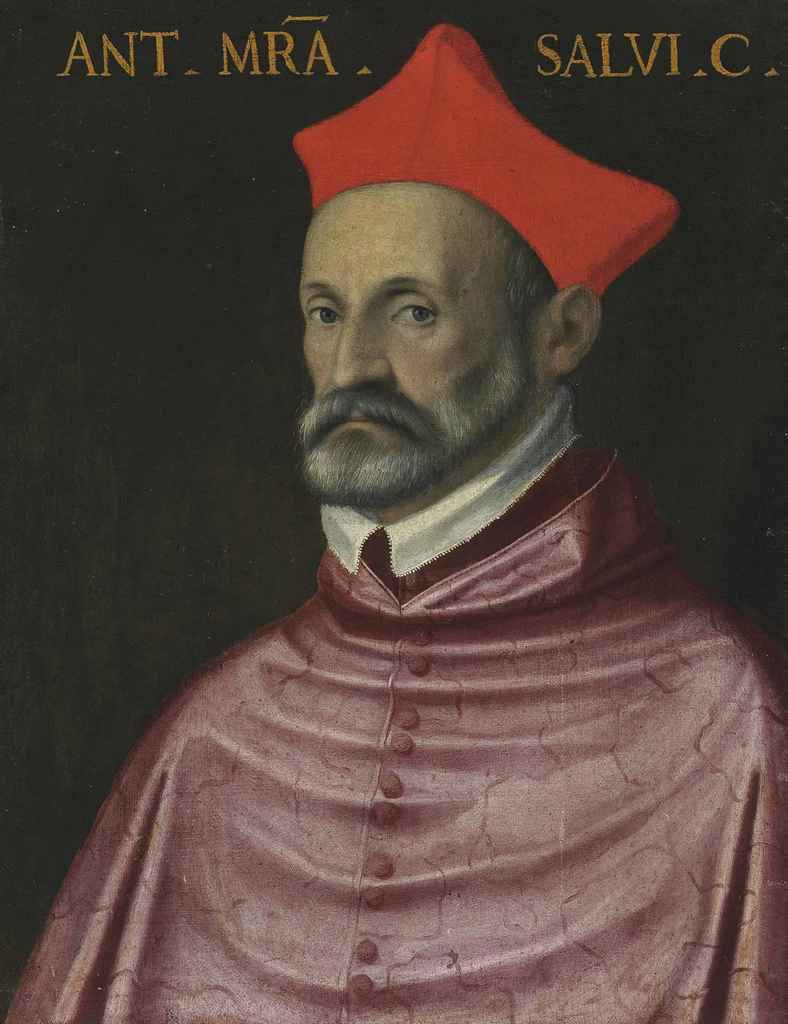
Porträt von Kardinal Anton Maria Salviati

Wenn eine Verborgene bei der Geburt starb, wurde ihr Körper auf einem eigenen Friedhof außerhalb der Porta del Popolo begraben und ihr Grab wurde mit der Zugangsnummer des Krankenhauses gekennzeichnet. Der kleine Friedhof wurde aufgelassen, als die Via del Muro Torto angelegt wurde.
Kardinal Anton Maria Salviati, Schirmherr der Erzbruderschaft, übergab seinen Besitz in Acquasona bei Galeria, im Norden Roms, testamentarisch an San Rocco. Mit dem Erlös sollte die Männerabteilung aufgelöst und das gesamte Krankenhaus für Frauen, besonders für Schwangere, verwendet werden. Das Krankenhaus wurde dann zwischen 1605 und 1612 für 5.659 Scudi wieder aufgebaut, wobei zwei Häuser an der Mole Augustea abgerissen und ein Garten der nahe gelegenen Kirche San Girolamo gekauft wurde. Carlo Maderno war der Planer und Bauleiter.
Als reines Frauenkrankenhaus nahm San Rocco 1608 seinen Betrieb auf und bestand fast drei Jahrhunderte. Clemens XIV. löste um 1770 die Abteilung für kranke Frauen auf und richtete San Rocco nur für gebärende Frauen ein. Die seit einiger Zeit geschlossene Männerstation war bereits verfallen.

### Universitätslehrstuhl für Geburtshilfe
Die Geburtshilfe war aus der praktischen Erfahrung zu einer Wissenschaft geworden, zu einem Lehrfach der Universität.
Es wurde beschlossen, die Liegenschaft von Acquasona zu verkaufen und mit dem Erlös das Krankenhaus von San Rocco ex novo, an gleicher Stelle und mit identischer Außenform, wieder aufzubauen. Mit dem Projekt wurde der Architekt Nicola Forti beauftragt. Die Arbeiten begannen 1772 und endeten 1776.
Der Streit mit der Familie Corea, dem Besitzer des Augustus-Mausoleums, in dem Theateraufführungen stattfanden, wurde beendet, indem der Erzbruderschaft von San Rocco alle archäologischen Funde aus den Ausgrabungen unter dem alten San Rocco-Gebäude übergeben wurden. Es wurde auch ein in drei Teile zerbrochener Obelisk gefunden, der Zwilling des vor langer Zeit gefundenen und in Esquilin (Obelisco Esquilino) errichteten. Pius VI. verlangte die Übergabe und stellte ihn auf der Piazza del Quirinale auf (Obelisco del Quirinale). Die Anwesenheit des Obelisken in den Fundamenten des alten Krankenhauses hatte dessen Form bestimmt, ein schmales und langes Rechteck.

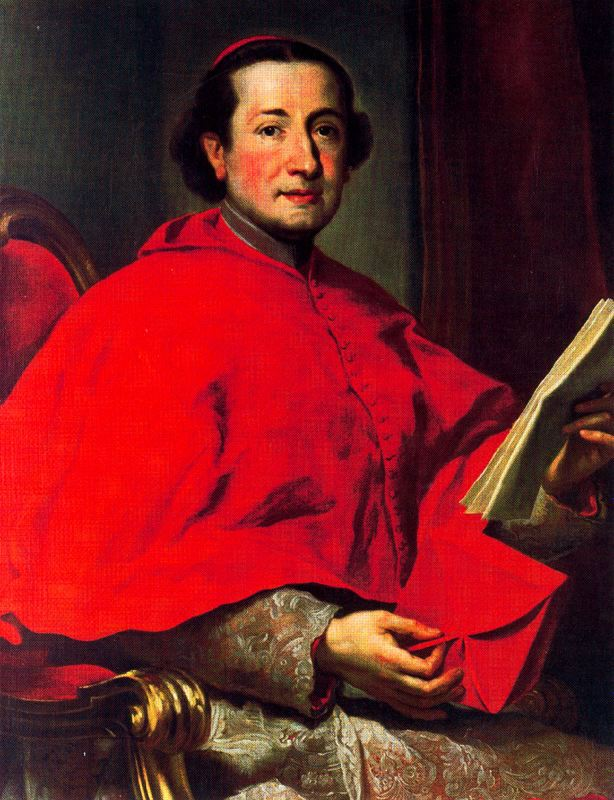
Kardinal Carlo Rezzonico (1724–1799)

Das neue Krankenhaus von San Rocco hatte im ersten Stock eine Fläche von 34 × 9 Metern mit zehn Fenstern. Im zweiten Stock war ein Raum gleicher Größe, aber mit einer niedrigeren Decke, für den Spaziergang der Schwangeren reserviert. Die Verborgenen hatten getrennte Räume. In dieser Zeit hatte das Krankenhaus 20 Betten und betreute jedes Jahr 300 Frauen bei der Geburt, von denen 4–5 % operiert wurden. Im Jahr 1820 starben 12 Menschen bei der Geburt.
Curatolo berichtete nach einer Untersuchung der Dokumentation im Staatsarchiv Rom: Unter den Verborgenen waren die Todesfälle zahlreicher, darunter auch die Zahl der Schwangeren, die an Tuberkulose, Malaria, Magenbeschwerden und Rachitis leiden.
1786 erließ Kardinal Carlo Rezzonico, Camerlengo und Erzkanzler der Studien ein Edikt über die Studienmodalitäten der Geburtshilfe an der Universität Rom. Er wies den theoretischen Kursen für Geburtshilfe, die der Inhaber des neu geschaffenen Lehrstuhls für Geburtshilfe an der Universität La Sapienza hielt, einen Raum über der Sakristei der Kirche San Rocco zu.
Der kleine Raum wurde durch eine kleine Tür in der Via di Schiavonia – einer kleinen nicht mehr existierenden Straße bei der heutigen Brücke zwischen den Kirchen San Gerolamo und San Rocco – betreten. Die Hebammenkurse fanden von November bis Ostern statt, die Geburtshilfekurse für Medizinstudenten vom Weißen Sonntag bis Mitte September.
Der Chirurg Francesco Asdrubali, der erste Inhaber des Lehrstuhls für Geburtshilfe von La Sapienza, war auch der Chefchirurg von San Rocco. Seine Nachfolger hatten die gleiche Doppeleinstellung.

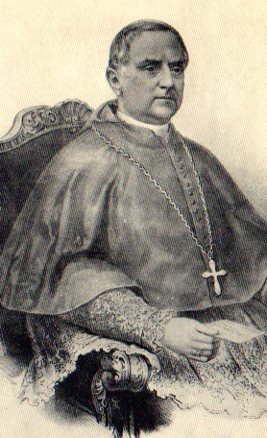
Kardinal Carlo Luigi Morichini

### Der Traum von Panunzi
Die Osti und Barcaroli von Ripetta versorgten in jenen Jahren die immer zahlreicher gewordenen Universitätsstudenten. Die Anzahl überschritt die in Theologie und Pharmazie eingeschrieben.
1855 war Antonio Panunzi Inhaber des Lehrstuhls für Geburtshilfe und Leiter des Krankenhauses San Rocco. Er bat offiziell darum, den Stundenplan der akademischen Vorlesungen zu verlängern und den Krankenhausaufenthalt von kürzlich endbundenen Frauen „so lange zu verlängern, wie die Hebamme es für notwendig hielt“. Er wandte sich mit der Bitte an Kardinal Carlo Luigi Morichini, den Präsidenten der römischen Krankenhäuser, um einen neuen Krankenhausstandort in einem dezentralen Gebiet im Süden, wohin sich die Stadt weiter ausbreitete.
Er wollte eine neue Einrichtung mit Gärten, Badezimmern, getrennten Gängen für Schwangere und Wöchnerinnen sowie getrennten Räumen für natürliche und krankhafte Geburten. Er bat um Entbindungsräume, die sich von den Gängen unterscheiden, und um ein Anatomisches Physiopathologisches Kabinett. Er wünschte, dass Neugeborene nicht sofort von alleinerziehenden Müttern getrennt würden. In San Rocco bestanden die gesellschaftlichen Unterschiede und betrafen offensichtlich nur die Verborgenen: kein Zugeständnis also an die neuen hygienischen und sanitären Anforderungen.
Um die Nachtbetreuung zu stärken, bat Antonio Panunzi um ein Internat für Hebammenschüler, deren Ausbildung auf 18 Monate verlängert werden musste. Für Panunzi mussten Geburtshilfekurse für diplomierte Ärzte mit mindestens einem Jahr Krankenhauserfahrung vorgesehen werden.
Die offiziellen Anträge von Antonio Panunzi wurden nicht berücksichtigt, auch weil Kardinal Morichini Rom verlassen hat. Panunzi erneuerte 1858 seine Vorschläge und 1865 wurde die Geburtenstation im Krankenhaus von San Giovanni endgültig eingeweiht. 1876 wurde San Giovanni die einzige römische Universität für Geburtshilfe.

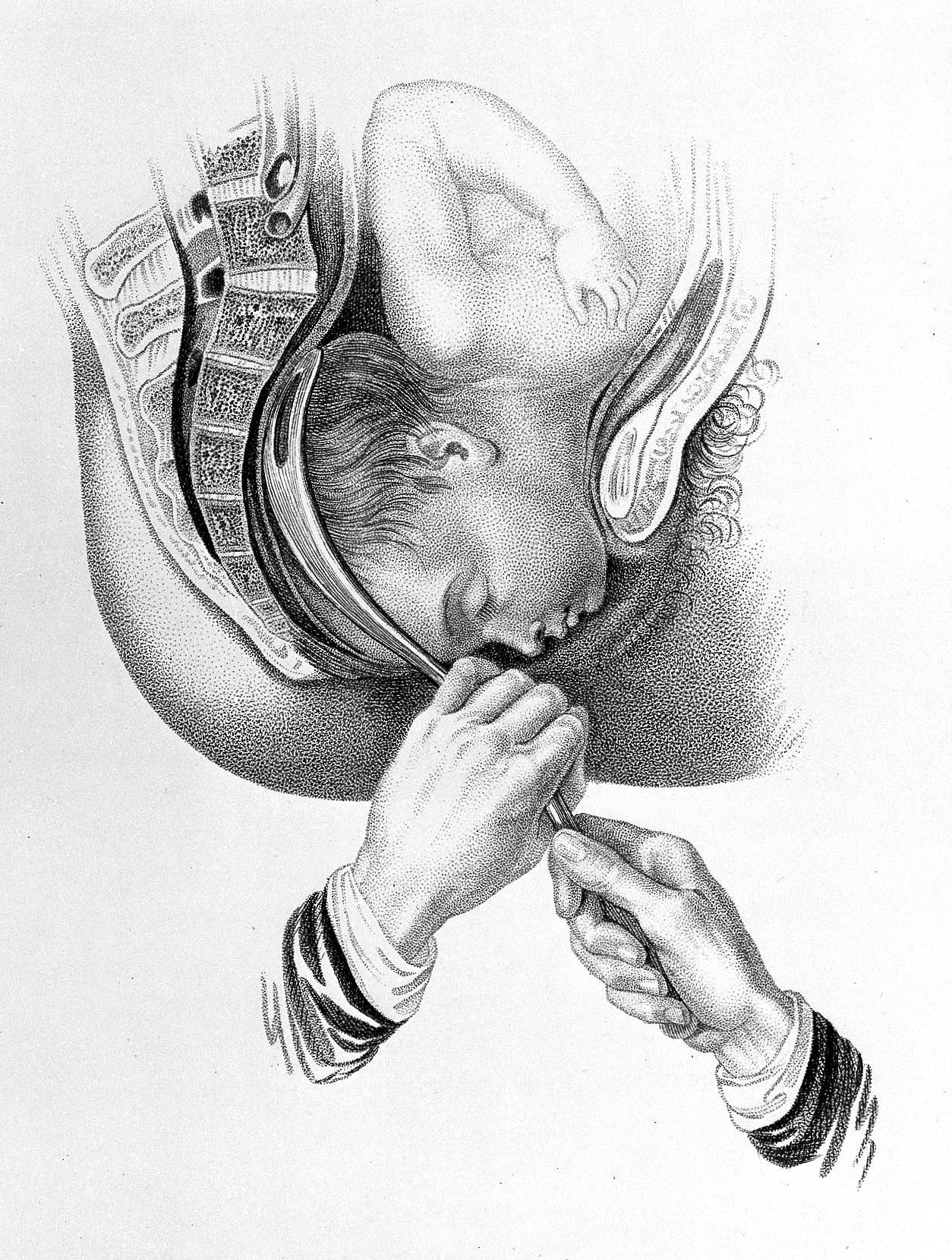
Ramsbotham, Grundsätze und Praxis der Geburtshilfe, 1841

### Wiederherstellung
Im Jahr 1867 wurde das San Rocco-Krankenhaus um ein Bad mit Trinkwasser erweitert und ein Krankenhauspersonalheim gebaut. 1860 bestand die famiglia alta des Krankenhauses aus dem Rektor, dem Arzt, dem Geburtshelfer, dem Verwalter, einer Priorin und einer Hebamme. Zur famiglia bassa gehörten die Hausfrau und der Portier. Mit einer jährlichen Summe von 3.529 Scudi verzeichnete das Krankenhaus einen Überschuss von 702 Scudi.
Im Jahr 1870 gab es 16 offene Betten und schließlich getrennte Räume für die Geburt. Im zweiten Stock befanden sich weitere 16 Betten für den Verborgenen und der Dachboden diente als Trockenraum. Der Arzt Diomede Pantaleoni, Kommissar der Ospedali Riuniti, ließ den Dachboden mit Bädern und fließendem Wasser ausstatten und in einen Kreißsaal umwandeln. Im Keller organisierte er ein Zimmer für Autopsien, eine bisher in diesem Krankenhaus unbekannte Praxis. Das San Rocco hatte im Jahr 1871 einen Vertrag mit dem Bildungsministerium und erhielt eine jährliche Subvention von 4.050 Lire.

### Das Ende
1892 wurde das Krankenhaus von San Rocco oder Celate aufgehoben und die Räume im Erdgeschoss in die Sala Sgambati umgewandelt und für die Konzerte der Accademia di Santa Cecilia genutzt. Alle gebärenden Frauen wurden in das Krankenhaus von San Giovanni verlegt, wo ein separater Flügel in einem kleinen Turm mit 8 Betten für die Verborgenen genutzt wurde und bis Ende der 1940er Jahre in Betrieb blieb.

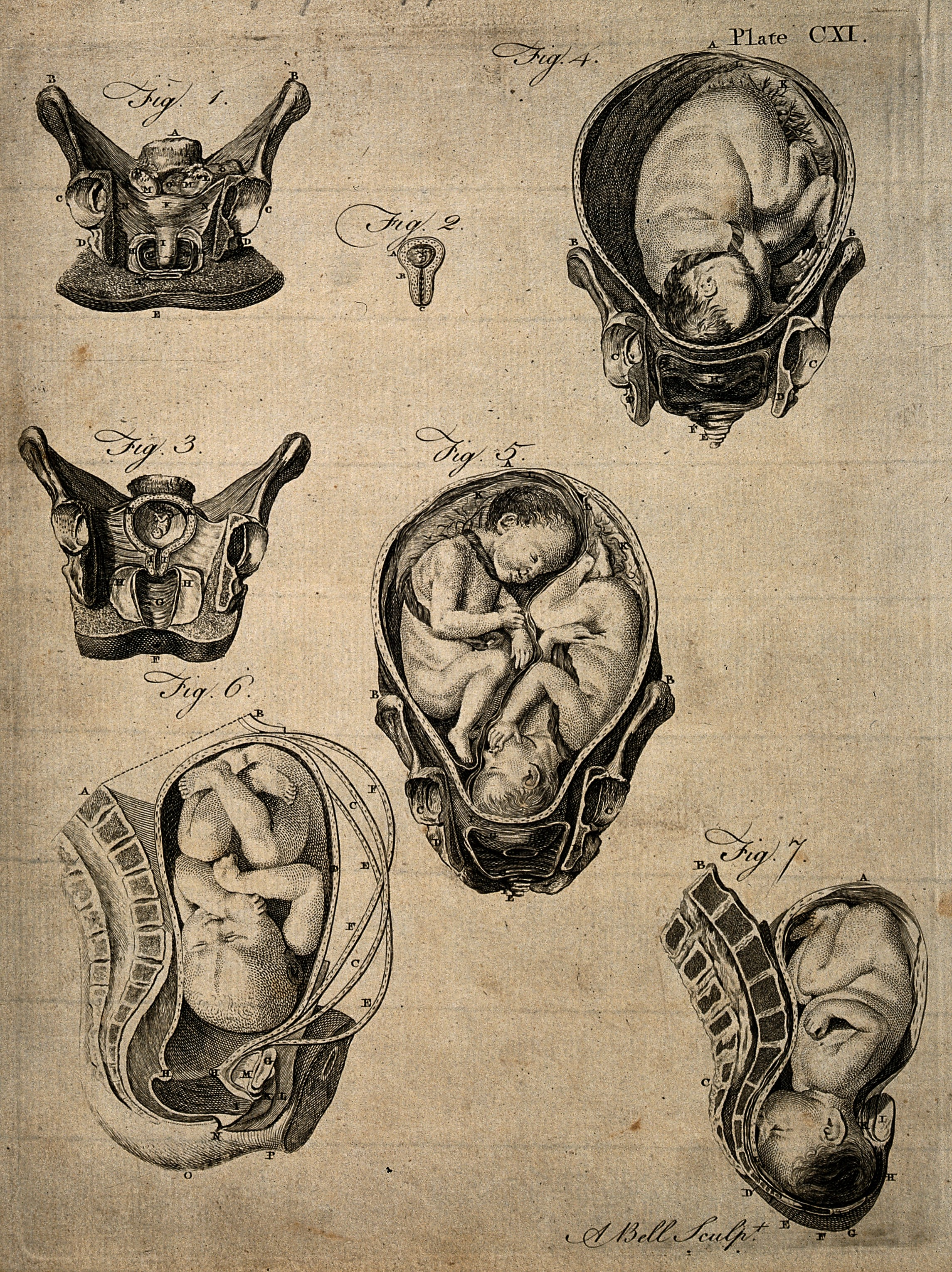
Querschnitte von sieben verschiedenen Schwangeren

Das Gebäude des Krankenhauses von San Rocco wurde zwischen 1934 und 1938 anlässlich der Umgestaltung des Gebietes um das Augustusmausoleum abgerissen. Auch der Glockenturm der Kirche San Rocco wurde zerstört.